# As Aventuras de Tiazinha
As Aventuras de Tiazinha foi uma série do gênero superaventura da Rede Bandeirantes exibida de 4 de outubro de 1999 a 3 de junho de 2000.
Na série, a apresentadora de televisão e cantora Suzana assume a identidade de Tiazinha, uma justiceira sedutora enfrentando facções criminosas. A séries era narrada ao estilo dos quadrinhos norte-americanos, e em personagens tais como a Mulher-Gato e a Mulher Maravilha.

## Produção
Inicialmente, Suzana Alves daria vida à Ditiara, uma fotógrafa de origem indígena que tem dupla personalidade - é também uma heroína, Tiá, com superpoderes. Ela duelaria com Klaxtor (André Abujamra), gênio da informática que quer controlar o planeta. Alex (Gabriel Pinheiro) seria o parceiro de Tiá na luta contra o mal. Porém, esse enredo não foi para frente. Segundo o diretor-geral Luís Paulo Simonetti, pelo projeto original a série seria exibida em 50 minutos semanais, mas se decidiu pela divisão em capítulos. De acordo com ele, o preço dos cinco episódios semanais é equiparado ao de um capítulo de novela cerca de R$ 80 mil.
Depois de dois meses de gravações, a equipe de Simonetti não conseguia entregar episódios no prazo. Del Rangel, que dirigiu novelas como Éramos Seis e o filme Contos de Lygia, assumiu a direção da série e decidiu recomeçar tudo do zero. Na nova versão do programa, a Fábrica de Quadrinhos, um estúdio formado por desenhistas de histórias em quadrinhos que produziam trabalhos para editoras americanas como Marvel e DC Comics assumiu os roteiros, direção de arte e desenvolvimento dos efeitos especiais digitais, A nova versão embarcou na ficção científica, inspirada em revistas em quadrinhos como O Cavaleiro das Trevas, do Batman, desenhos japoneses, como Akira, e filmes, como Matrix.
Com a baixa audiência da série exibindo uma Tiazinha diferente do habitual, com menos erotismo, algumas mudanças foram promovidas em sua produção: mudança na direção, roteiristas e na trilha sonora, além no figurino de Suzana, que começou a usar roupas mais ousadas, e que passou a interpretar Cuca, uma depiladora que trabalha num salão de beleza. Além disso, o programa foi rebatizado de As Novas Aventuras de Tiazinha.

## Sinopse
Su-013 foi uma criança pobre, dada como órfã e criada num reformatório gerenciado por seu pai, Zio. Cedo, descobriu-se que ela era especial. Passou a ter treinamento específico para tornar-se um dos Zeladores, na Lua. Aos 9 anos de idade, Su-013 fugiu numa das naves de carga e escondeu-se no Paraíso, vivendo ali e aprendendo a lutar. Ciente de seus poderes, Su-013 tentou viver uma vida normal, mas sempre chamando atenção por sua beleza e inteligência. Assumindo a identidade de Tiazinha, durante algum tempo, trabalhou num supermercado, onde foi encontrada por Bradbury, um gênio que, pouco antes de morrer, instalou sua consciência em vários sites da grande rede de computadores e tornou-se um mestre virtual.
Sempre atuando em causas nobres, Bradbury entra em contato com nossa heroína e Tiazinha passa a fazer parte dos protegidos de Brad, mudando-se para VipSec aos 18 anos, em cuja maior rede de TV torna-se a mais famosa apresentadora de telenotícias, com seu programa GibiTronix. Com Brad combate as grandes corporações que dominam a cidade de Trônix – união de São Paulo com o Rio de Janeiro.

## Elenco
- Suzana Alves ... Tiazinha
- Paulo Nigro ... Marcelo
- Ricardo Gadelha ... Joca (Joaquim dos Santos Ferreira Pinto)
- Esther Laccava ... Neide
- Henrique Stroeter ... Zé Pinto (José dos Santos Ferreira Pinto)
- Luís Fernando Petzhold ... Alfredinho (Alfredo)
- Roberta Porto ... Kelly Cristina
- Cláudia Provedel ... Márcia
- Felipe Rocha ... Aderbal
- Cléa Simões ... Nazaré
- Alair Nazareth ... Thatiana Farne
- Ruth de Souza ... Serafina